# قشلاق کاره
قشلاق کاره، روستایی از توابع بخش گرمخان شهرستان بجنورد در استان خراسان شمالی ایران است.

## مردم
ساکنان این روستا متشکل از سه طایفه کرد می باشند و به گویش کرمانجی تکلم میکنند.
اکثرا به دامپروری و کشاورزی اشتغال دارند .

## مکان های دیدنی
غار سلیمان (کُنِه سِلِه)

## جمعیت
این روستا در دهستان گرمخان قرار دارد و براساس سرشماری مرکز آمار ایران در سال ۱۳۸۵، جمعیت آن ۲۷۸ نفر (۶۳خانوار) بوده‌است.